# Campionati del mondo di ciclismo su strada 2017 - Gara in linea maschile Elite
La gara in linea maschile Elite dei Campionati del mondo di ciclismo su strada 2017 si svolse il 24 settembre 2017 con partenza da Rong e arrivo a Bergen, in Norvegia, su un percorso suddiviso in due tratti iniziali in linea di 39,5 e 17,9 km, seguiti da un circuito di 19,1 km da ripetere 11 volte, per un totale di 267,5 km. La vittoria fu appannaggio dello slovacco Peter Sagan, il quale completò il percorso in 6h28'11", alla media di 41,346 km/h, precedendo il norvegese Alexander Kristoff e l'australiano Michael Matthews.
Sul traguardo di Bergen 132 ciclisti, su 196 partiti da Rong, portarono a termine la competizione.

## Squadre e corridori partecipanti
| N.      | Cod. | Squadra       |
| ------- | ---- | ------------- |
| 1-6     | SVK  | Slovacchia    |
| 7-15    | BEL  | Belgio        |
| 16-24   | ITA  | Italia        |
| 25-33   | FRA  | Francia       |
| 34-42   | ESP  | Spagna        |
| 43-51   | COL  | Colombia      |
| 52-60   | NLD  | Paesi Bassi   |
| 61-69   | AUS  | Australia     |
| 70-78   | GBR  | Gran Bretagna |
| 79-87   | DEU  | Germania      |
| 88-96   | NOR  | Norvegia      |
| 97-102  | POL  | Polonia       |
| 103-108 | SVN  | Slovenia      |
| 109-114 | IRL  | Irlanda       |
| 115-120 | DNK  | Danimarca     |
| 121-126 | CHE  | Svizzera      |
| 127-132 | RUS  | Russia        |
| 133-138 | CZE  | Rep. Ceca     |
| 139-144 | USA  | Stati Uniti   |
| 145-150 | PRT  | Portogallo    |
| 151-153 | LUX  | Lussemburgo   |
| 154-156 | AUT  | Austria       |

| N.      | Cod. | Squadra       |
| ------- | ---- | ------------- |
| 157-159 | CAN  | Canada        |
| 160-162 | ZAF  | Sudafrica     |
| 163-164 | UKR  | Ucraina       |
| 165-167 | BLR  | Bielorussia   |
| 168-170 | KAZ  | Kazakistan    |
| 171-173 | NZL  | Nuova Zelanda |
| 174-176 | ERI  | Eritrea       |
| 177-179 | EST  | Estonia       |
| 180-181 | LVA  | Lettonia      |
| 182     | MAR  | Marocco       |
| 183     | ROU  | Romania       |
| 184     | LTU  | Lituania      |
| 185-186 | ARG  | Argentina     |
| 187     | CRI  | Costa Rica    |
| 188     | JPN  | Giappone      |
| 189     | RWA  | Ruanda        |
| 190-191 | SWE  | Svezia        |
| 192     | AZE  | Azerbaigian   |
| 193     | GRC  | Grecia        |
| 194     | HKG  | Hong Kong     |
| 195     | FIN  | Finlandia     |
| 196     | ALB  | Albania       |

## Ordine d'arrivo (Top 10)
| Pos. | Corridore          | Squadra     | Tempo    |
| ---- | ------------------ | ----------- | -------- |
| 1    | Peter Sagan        | Slovacchia  | 6h28'11" |
| 2    | Alexander Kristoff | Norvegia    | s.t.     |
| 3    | Michael Matthews   | Australia   | s.t.     |
| 4    | Matteo Trentin     | Italia      | s.t.     |
| 5    | Ben Swift          | G. Bretagna | s.t.     |
| 6    | Greg Van Avermaet  | Belgio      | s.t.     |
| 7    | Michael Albasini   | Svizzera    | s.t.     |
| 8    | Fernando Gaviria   | Colombia    | s.t.     |
| 9    | Aleksej Lucenko    | Kazakistan  | s.t.     |
| 10   | Julian Alaphilippe | Francia     | s.t.     |